# Torre de Malamoneda
La torre de Malamoneda es una torre que se encuentra en el término municipal del municipio de Hontanar, al sur de la provincia de Toledo, a los pies de la sierra del Puerco.

## Situación
Se puede llegar al castillo por la carretera regional CM-401 desde Navahermosa a Los Navalmorales. A unos 3 kilómetros se toma el desvío a la carretera CM-4157, que lleva a Hontanar. Unos 4 kilómetros más adelante tras un cruce se toma el camino rural a la derecha y a unos 2,8 kilómetros tomar otro que sale a la izquierda. A unos 200 metros, siguiendo por ese camino, nos encontramos con la torre de Malamoneda y unos 100 metros más abajo con el castillo de Malamoneda.
A 6 kilómetros se encuentran los restos del castillo de Dos Hermanas en Navahermosa. Además, toda la zona de los montes de Toledo es de gran interés natural.

## Historia

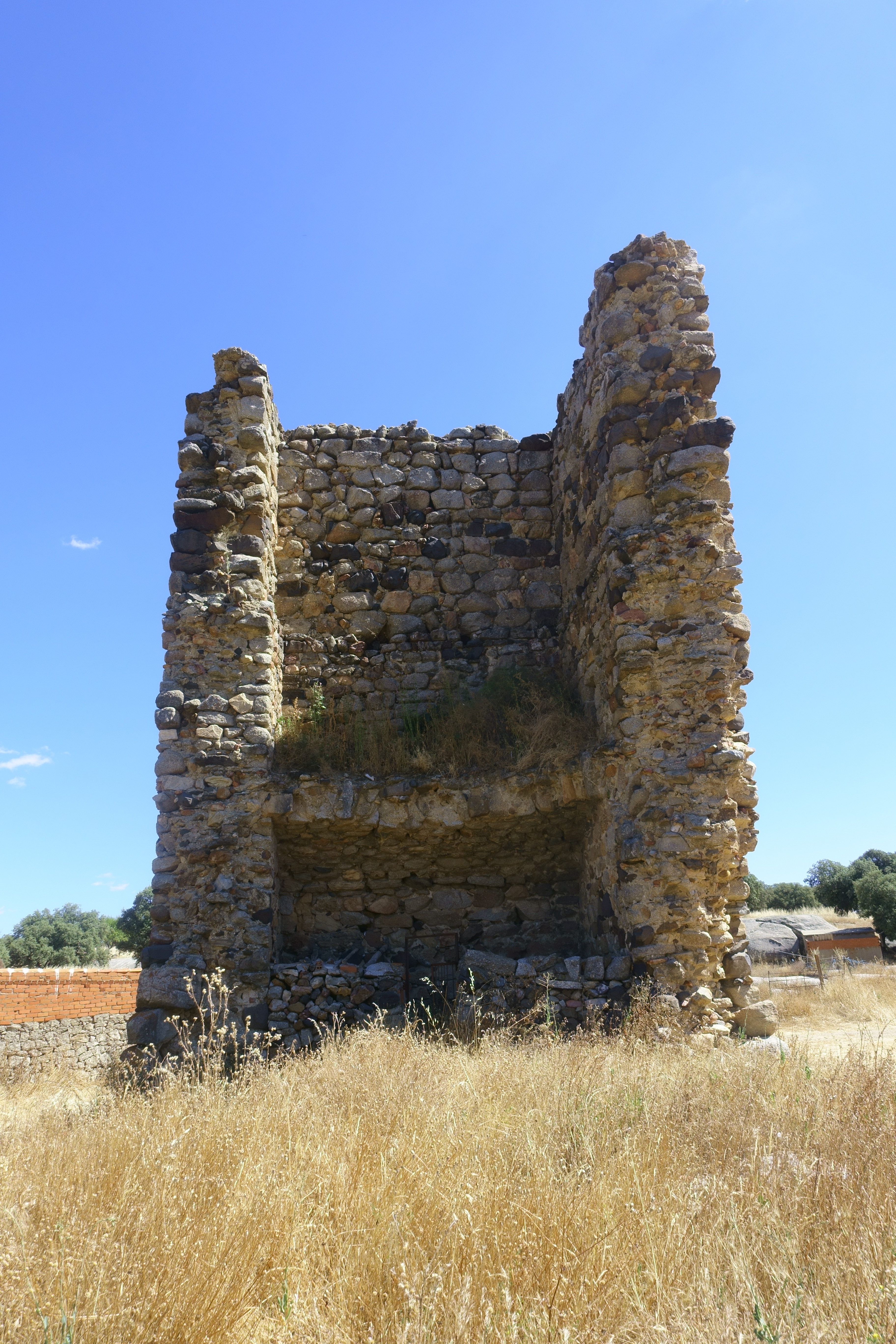
Detalle

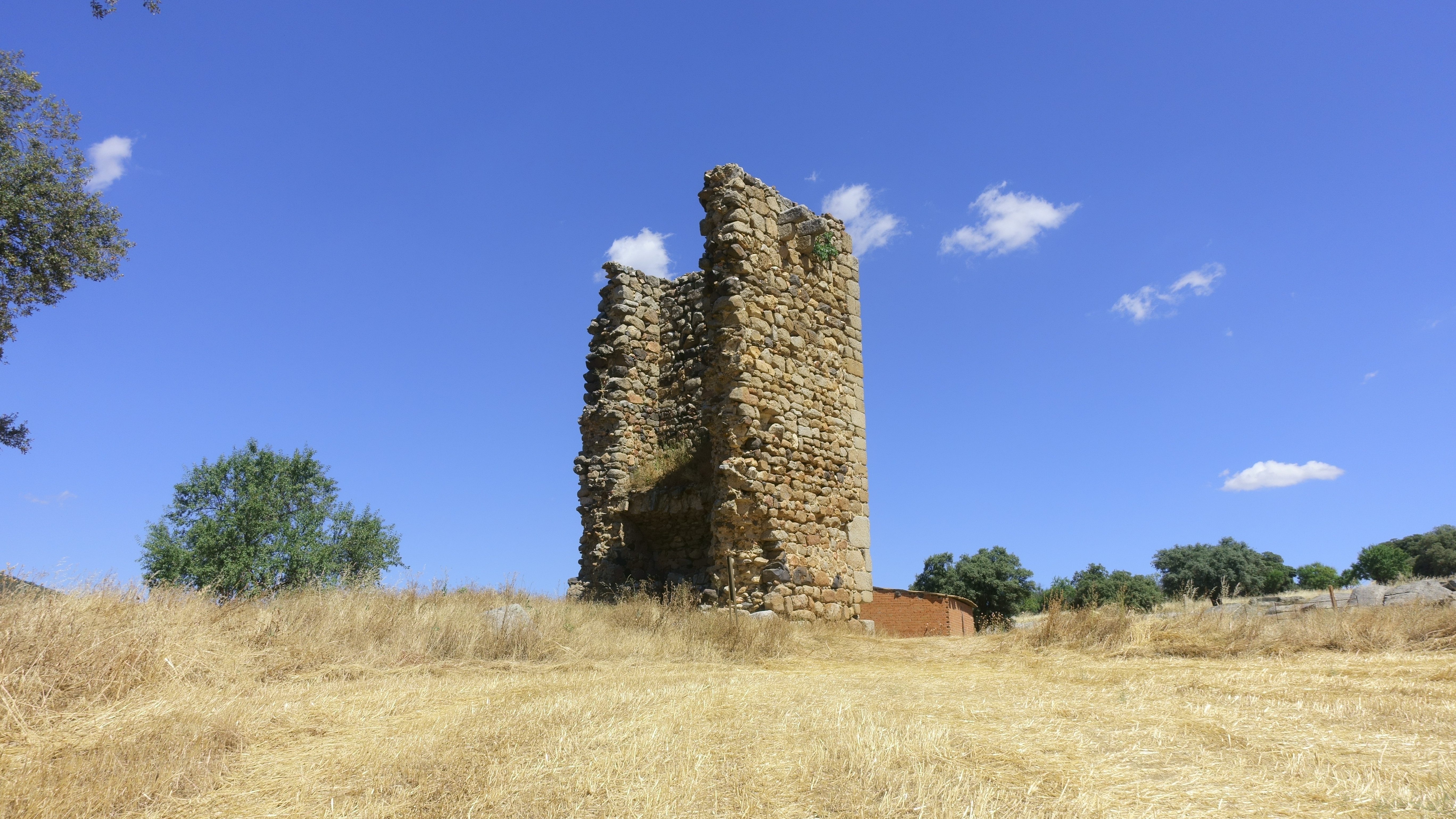
Vista general

La torre de Malamoneda fue construida en el siglo XIII, y junto con el castillo de Malamoneda, fue fortaleza y refugio de los pobladores de Malamoneda, cuyas casas subsisten aún pero están deshabitadas.
Este paraje fue reconquistado en el siglo XII, aunque ya debió estar poblado siglos antes, ya que se encontraron en la zona restos de construcciones romanas y existen pruebas de restos de la Edad del Bronce.
El territorio en el que se encuentra la torre de Malamoneda fue repoblado por el caballero Alfonso Téllez, quien en 1210 recibía de Alfonso VIII este lugar. En 1226 lo vendió al arzobispo de Toledo Rodrigo Ximénez de Rada, junto con el castillo de Dos Hermanas y otras aldeas de los Montes, pobladas por el mismo luchador. La torre pasa a ser propiedad de la corona bajo el reinado de Fernando III el Santo. En 1246 compró todos los Montes que llevaban su nombre por 45.000 maravedís de oro, siendo ya de la ciudad hasta la desamortización civil del siglo XIX.
Las casas de labor del pueblo cercano están abandonadas, la necrópolis situada al norte y oeste del despoblado que ocupa un área de 1 kilómetro contiene más de 100 sepulcros tallados en la roca y una ermita que estuvo ocupada por la Orden de San Jerónimo hasta el siglo XIX. 
También se sabe que estuvo en manos de la Orden del Temple.